# ザカリーに捧ぐ
『ザカリーに捧ぐ』（ザカリーにささぐ、Dear Zachary: A Letter to a Son About His Father）は、2008年、カート・クエンネ（Kurt Kuenne）のドキュメンタリー映画。

## 解説
本作は、殺した相手の子を妊娠・出産した女性シャーリー・ターナーと、その被害者アンドリュー・バッグビィの両親を題材とした作品である。
本作の監督であるクエンネはアンドリューの友人であり、元々本作はアンドリューとシャーリーとの子であるザカリーに父親の姿を知ってもらうために制作したものだったが、ビデオの制作期間中にシャーリーがザカリーと無理心中をした。

## 日本での公開
日本では劇場公開されていないものの、TOKYO MXのテレビ番組『松嶋×町山 未公開映画を観るTV』の2009年12月27日放送分と、2010年1月3日放送分にて取り上げられた。

## 参加映画祭
- スラムダンス映画祭（Slamdance Film Festival）
- Cinequest Film Festival Special Jury and Audience Awards
- South by Southwest
- Hot Docs Canadian International Documentary Festival
- サラソタ映画祭
- Sidewalk Moving Picture Festival
- カルガリー国際映画祭（Calgary International Film Festival）
- エドモントン国際映画祭（Edmonton International Film Festival）
- シカゴ映画批評家協会賞 最優秀ドキュメンタリー賞、候補
- オーランド映画祭（Orlando Film Festival）
- セントルイス国際映画祭（St. Louis International Film Festival）
- Sidewalk Moving Picture Festival

## 評価
- Society of Professional Journalists  Sigma Delta Chi Award for Best Documentary